# 赤磐市消防本部
赤磐市消防本部（あかいわししょうぼうほんぶ）は、岡山県赤磐市の消防部局（消防本部）。

## 管内の現況
- 管内の人口 - 44,177人

2020年（令和2年）1月1日現在
- 管内の世帯数 - 18,513世帯

2020年（令和2年）1月1日現在
- 管内の面積 - 209.36km2

2020年（令和2年）1月1日現在

## 沿革
- 1973年（昭和48年）10月1日 - 赤磐消防組合が発足する[1]。
- 2007年（平成19年）
  - 1月21日 - 赤磐消防組合を解散する[1]。
  - 1月22日 - 赤磐市消防本部が発足する[1]。
- 2009年（平成21年）9月1日 - 高機能消防通信指令センターの運用を開始する[1]。
- 2014年（平成26年）4月1日 - 消防救急デジタル無線の運用を開始する[1]。

## 組織
- 消防長（消防司令長）
  - 消防次長（消防司令）
    - 消防総務課 - 総務係、消防団係
    - 予防課 - 予防係、危険物係
    - 警防課 - 警防係、救急係
    - 通信指令室 - 通信指令第1係、通信指令第2係
    - 赤磐市消防署 - 庶務係、予防係、消防係、救急係
      - 東出張所 - 業務第1係、業務第2係
      - 北出張所 - 業務第1係、業務第2係

2019年（平成31年）4月1日現在

## 消防署等
| 消防署       | 所在地                  | 出張所             | 建築年月日    | 延床面積   | 敷地面積   | 特記事項                     |
| ------------ | ----------------------- | ------------------ | ------------- | ---------- | ---------- | ---------------------------- |
| 赤磐市消防署 | 岡山県赤磐市津崎114番地 | 東出張所、北出張所 | 2013年6月28日 | 3,148.24m2 | 9,940.97m2 | 赤磐市消防本部と併設している |

### 出張所
| 出張所   | 所在地                   | 建築年月日    | 延床面積 | 敷地面積   |
| -------- | ------------------------ | ------------- | -------- | ---------- |
| 東出張所 | 岡山県赤磐市沢原157番地1 | 2007年3月15日 | 426.43m2 | 1,385.00m2 |
| 北出張所 | 岡山県赤磐市稲蒔374番地1 | 2001年2月25日 | 420.32m2 | 1,734.67m2 |